# Paul Nguyên Van Hòa

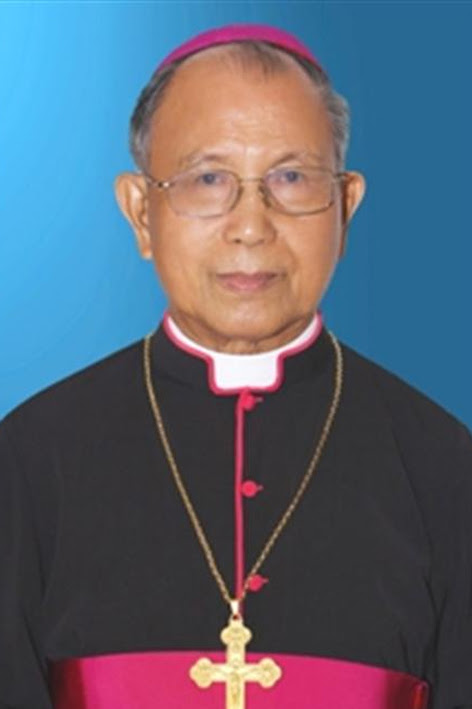
Paul Nguyên Van Hòa

Paul Nguyên Van Hòa (* 20. Juli 1931 in Bôi Kênh; † 14. Februar 2017) war ein vietnamesischer Geistlicher und römisch-katholischer Bischof von  Nha Trang.

## Leben und Wirken
Sein Name kombiniert westliche Namenstradition (Paul als Vorname vor den Familiennamen Nguyên) mit vietnamesischer (Van Hòa als persönlicher Name steht hinter dem Familiennamen).
Nach dem Besuch eines theologischen Seminars empfing er am 20. Dezember 1959 durch Kardinal Grégoire-Pierre Agagianian die Priesterweihe.
Nach eineinhalb Jahrzehnten Tätigkeit in der Pfarrseelsorge wurde er am 30. Januar 1975 durch Papst Paul VI. zum Bischof von Phan Thiết ernannt. Am 5. April des gleichen Jahres spendete ihm der Bischof von Ban Mê Thuột, Pierre Nguyên Huy Mai, die Bischofsweihe. Presbyter assistens wirkte der spätere Bischof von Ban Mê Thuột, Joseph Trinh Chinh Truc, mit. Nur drei Wochen nach seiner Bischofsweihe wurde er zum Bischof von Nha Trang ernannt.
Von 2001 bis 2007 war Van Hòa Vorsitzender der Vietnamesischen Bischofskonferenz. In einer Erklärung beklagte er sich darüber, dass die Zulassung zur Vorbereitung auf das Priesteramt in seinem Land jahrelange, in manchen Fällen jahrzehntelange Wartefristen beinhalte.
Papst Benedikt XVI. nahm am 4. Dezember 2009 seinen altersbedingten Rücktritt an und ernannte Joseph Võ Đức Minh zu seinem Nachfolger.
Als Priester gehörte Van Hòa 1971 zur vietnamesischen Delegation der IV. Allchristlichen Friedensversammlung in Prag, die von der Christlichen Friedenskonferenz (CFK) ausgerichtet wurde. Die von den Regimes der sozialistischen Staaten für ihre antikirchliche Politik und Propaganda vereinnahmte CFK würdigte Bischof Van Hòas Rolle als Beitrag dazu, in ihrem Sinne für die Zukunft der katholischen Kirche auch in dem wenige Jahre später gegründeten sozialistischen Vietnam eine Grundlage gelegt zu haben.